# Giada Corradini
Pour les articles homonymes, voir Corradini.
Pas d'image ? Cliquez ici

a Compétitions nationales et continentales officielles uniquement.

b Matchs officiels uniquement.
Giada Corradini, née le 17 avril 2002 à Pesaro (Italie), est une joueuse internationale italienne de rugby à XV évoluant au poste de centre. Elle joue en France, au Montpellier HR.

## Biographie
Giada Corradini nait le 17 avril 2002. Elle commence la pratique du rugby à XV à l'âge de huit ans au Pesaro Rugby, marchant dans les pas de son frère ainé.[réf. nécessaire]
Sa saison 2023-2024 est riche car elle est d'abord sélectionnée avec la franchise fédérale des Zebre qui affronte les équipes espagnoles des Iberians. Puis, au mois de mars, elle est sélectionnée avec l'équipe nationale des moins de 20 ans. En suivant, elle dispute la Summer Series organisée à Parme. Elle est élue joueuse du match contre le pays de Galles et figure dans l'équipe type de la compétition aux côtés de sa compatriote Sara Mannini. Elle participe également à plusieurs stages avec l'équipe nationale senior.
Blessée, elle rate le début de saison 2024-2025 avec le Rugby Colorno. Elle ne retrouve les terrains qu'au mois de janvier. En mars, elle est convoquée durant le Tournoi des Six Nations. À partir du mois de juin, elle revient dans le giron de l'équipe nationale.
Elle devient internationale en août 2025 face au Japon, dans le cadre de la préparation à la Coupe du monde. Quelques jours après cette première cape, elle est sélectionnée pour la Coupe du monde.
À partir de la saison 2025-2026, elle fait partie de l'effectif du club français du Montpellier HR.

## Palmarès
- Finaliste de la Coupe d'Italie en 2025[10]